# Лаванда
Лава́нда (Lavandula) — вічнозелений чагарник, який влітку квітне фіолетовими квітами. Рід рослин родини глухокропивових (Lamiaceae). Нараховує понад 40 видів, батьківщина яких Африка, Середземномор'я, Азія на захід до Індії.

## Ботанічна характеристика
Лаванда — це кущі діаметром від 40 до 90 см, заввишки від 50 до 120 см. Характеризується насиченим цвітінням блакитного, фіолетового, рожевого або білого кольору: звісно все залежить від сорту та виду лаванди. Видів лаванди три (вузьколиста, широколиста та гібрид цих двох видів), а сортів у світі понад тридцять. Вирощується на чорноземах, піщаних, малопродуктивних та кам'янистих ґрунтах, не рекомендовано висаджувати в низинах де є застій води та у глиняну місцевість. Листки супротивні, лінійні або лінійно-ланцетні, з загорнутими краями, опушені. Квітки — двостатеві, блакитно-фіолетові або сині (гібридні — інших кольорів), зібрані на кінцях пагонів у колосоподібні суцвіття.
Плід — еліпсоподібний темно-бурий горішок.

## Розповсюдження і застосування
Лаванда поширена здебільшого в районі Середземномор'я, як окультурений вид вирощується також у Австралії, Америці та Японії.
В Україні росте як у дикому стані, так і вирощується як ефіроолійна рослина в Криму, зокрема, на південному узбережжі.
З квіток лаванди отримують цінну лавандову олію, яку використовують у парфумерії та медицині.

## Види
Рід нараховує понад 40 видів.
Найвідоміші види лаванди, яка гарно вирощується та зимує в Україні:
- Лаванда вузьколиста (L. angustifolia) — походить з Середземноморського регіону. Широко культивується та вирощується в Україні. Останні роки для України — розвиток лавандових полів на всій території, для створення магічних локацій підприємці використовують вузьколисту лаванду.
- Лавандин Гроссо (L.x intermedia) — широко використовують у ландшафті та садах. Лавандин — це поєднання лаванди англійської (вузьколистої) та французької лаванди (широколистої), саме Прованс засаджений лавандином.
- Лаванда широколиста[en] (L. latifolia) — в народі більш має назву французька. Зимує погано, переважно треба вирощувати у газонах та заносити взимку додому.
- Лаванду справжню (L. vera) використовують у фармакології, рослина стійка до холодної погоди.
- Лаванда колоскова (L. spica) — ще називають чоловіча чи велика лаванда; листки великі та оксамитові; надає перевагу жаркому клімату та сухим ґрунтам.
- Лаванда морська (L. stoechas) — надає перевагу ґрунтам з великим вмістом кремнію; не має значення для парфумерії, але її використовують для утворення гібридів.

Селекціонери вивели велику кількість сортів різних видів лаванди, а також гібридів, які широко культивуються з декоративною метою та для отримання олії.

## Галерея

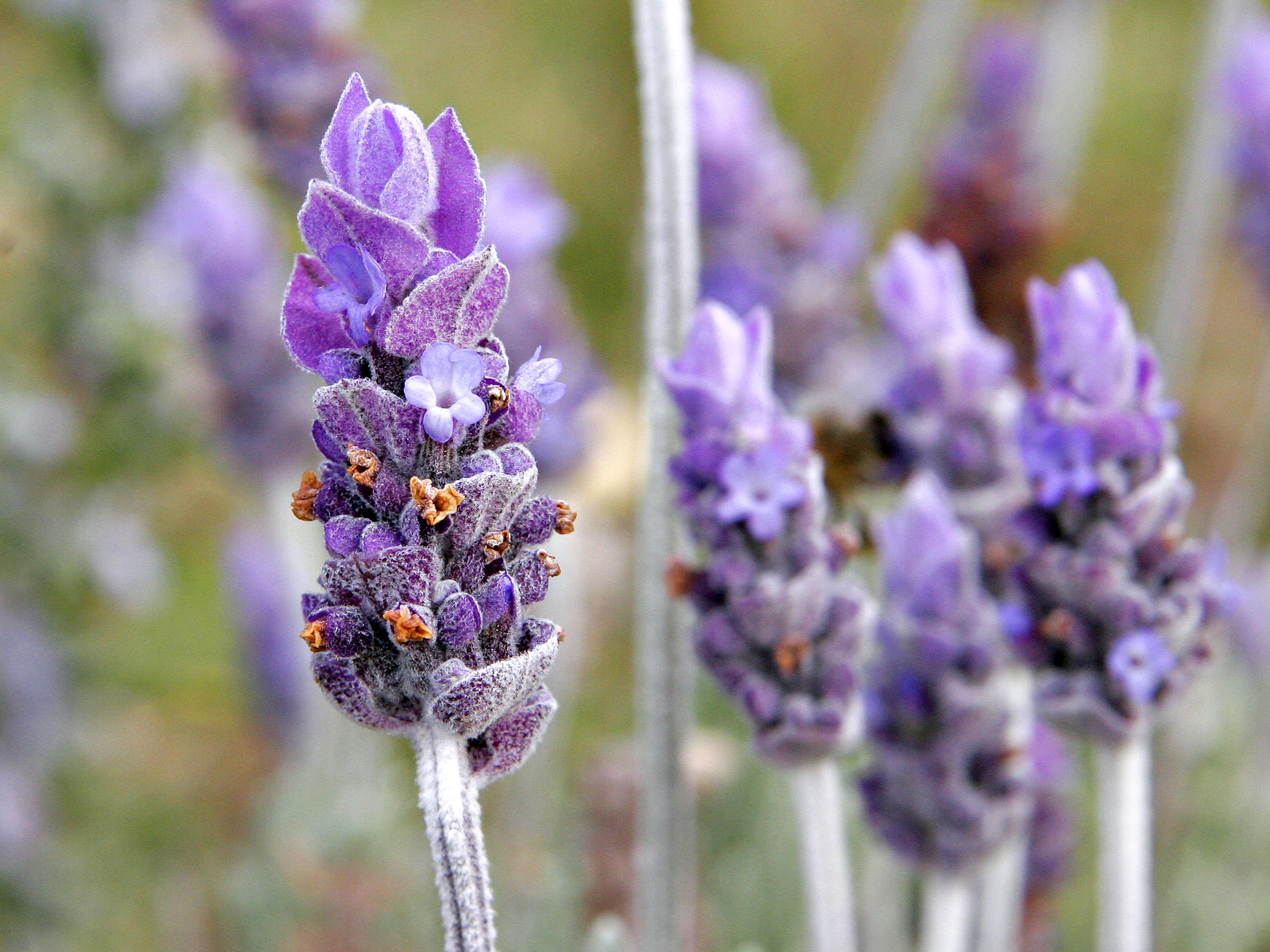
Окремі квітки лаванди
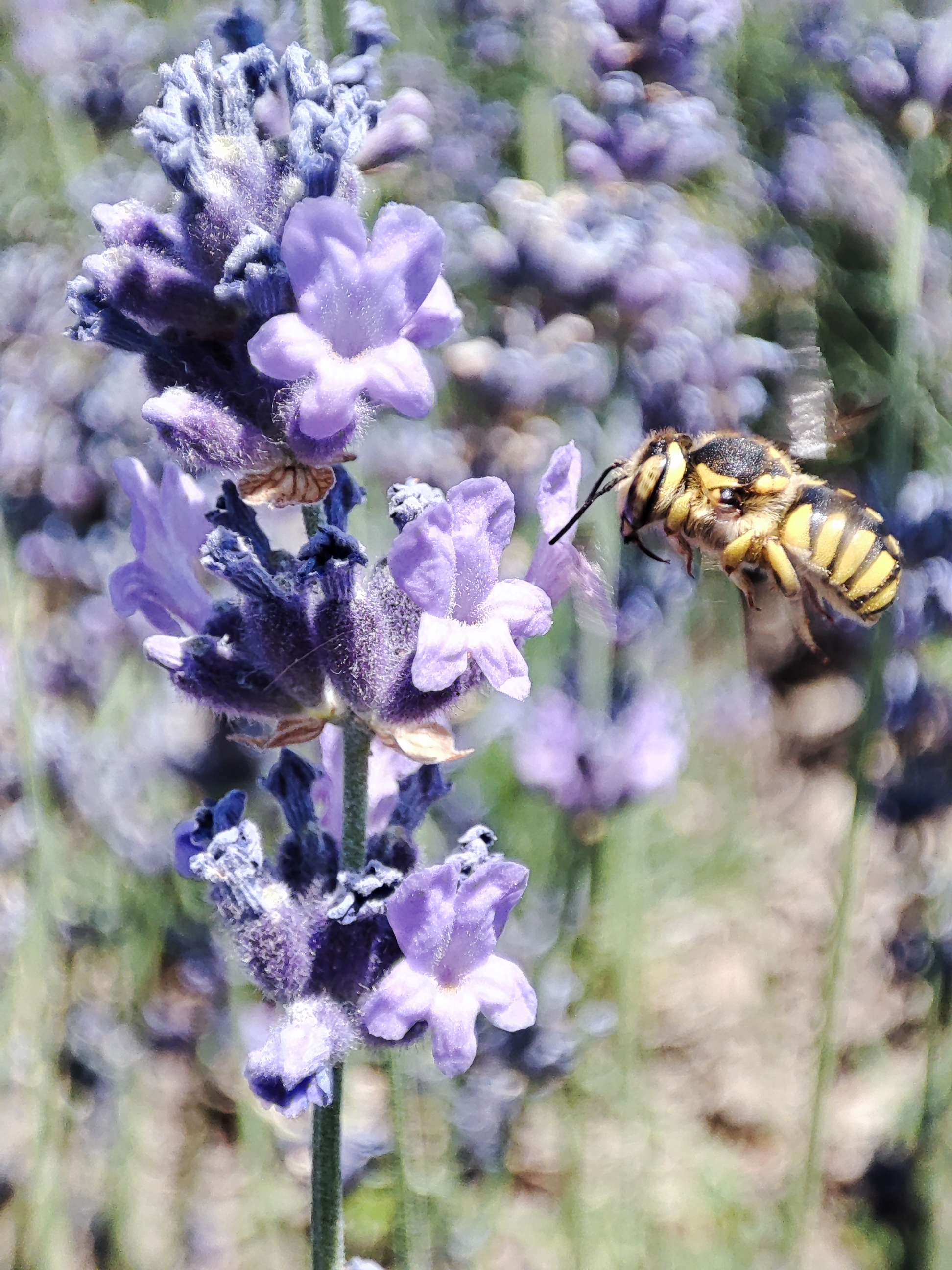
Бджола Anthidium manicatum на квітці Lavandula spica
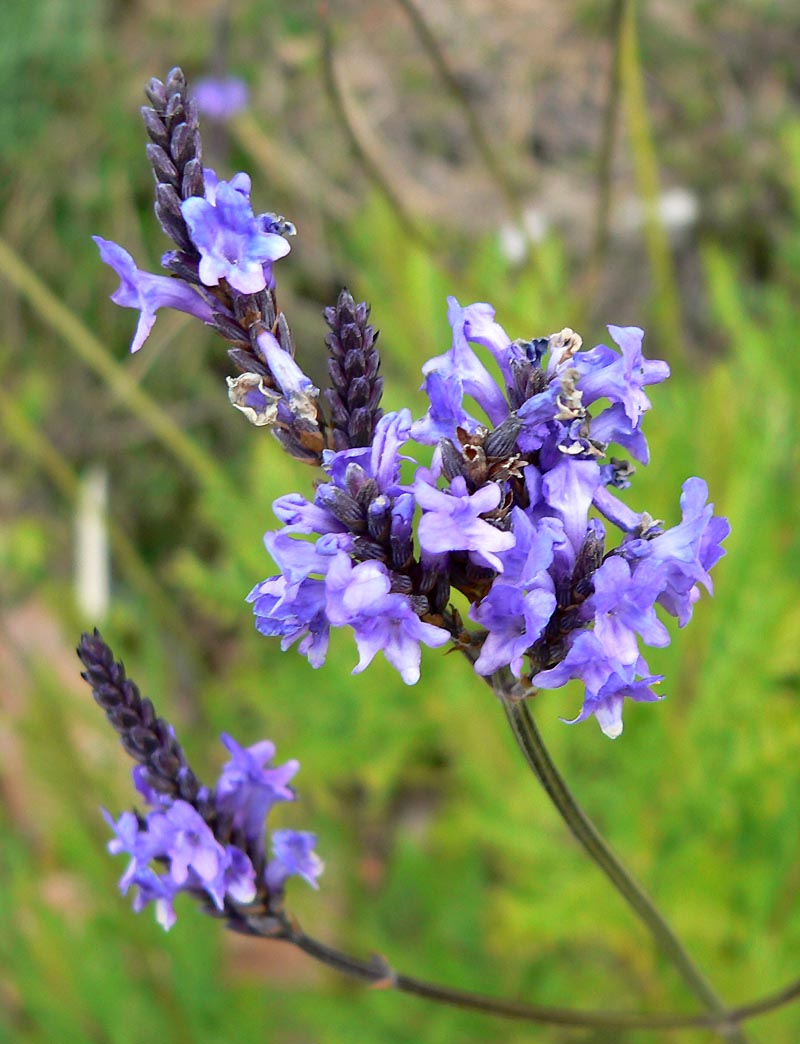
Лаванда канарська (Lavandula canariensis), Канарські острови
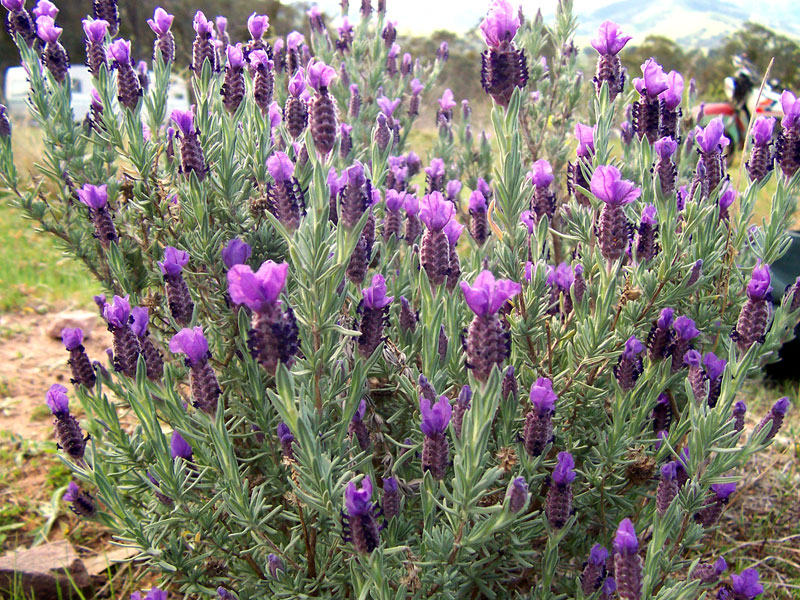
Кущ лаванди морської (Lavandula stoechas)
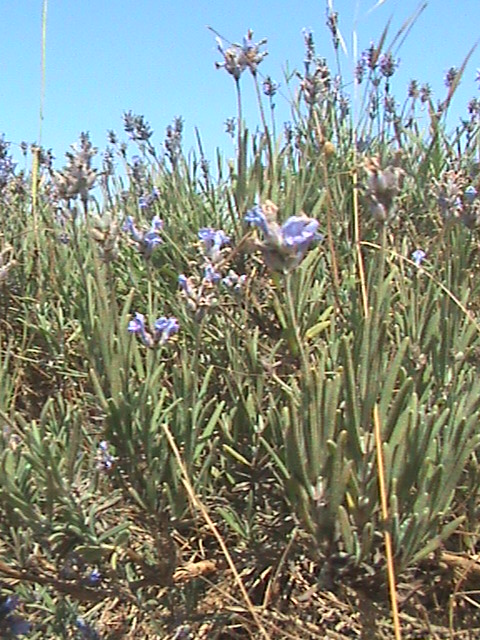
Лаванда морська, Крим
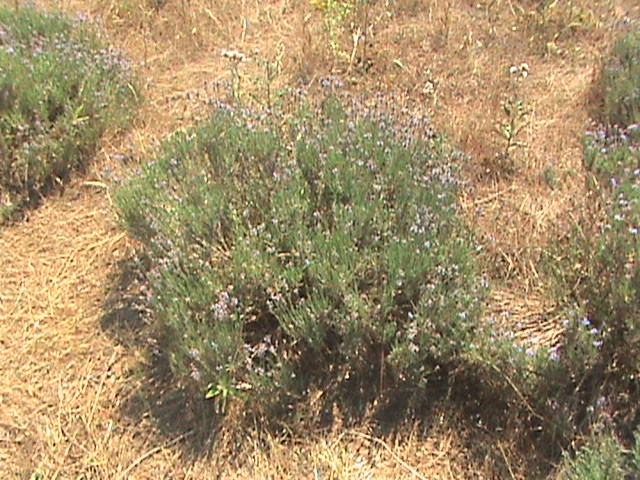
Кущ лаванди, Крим
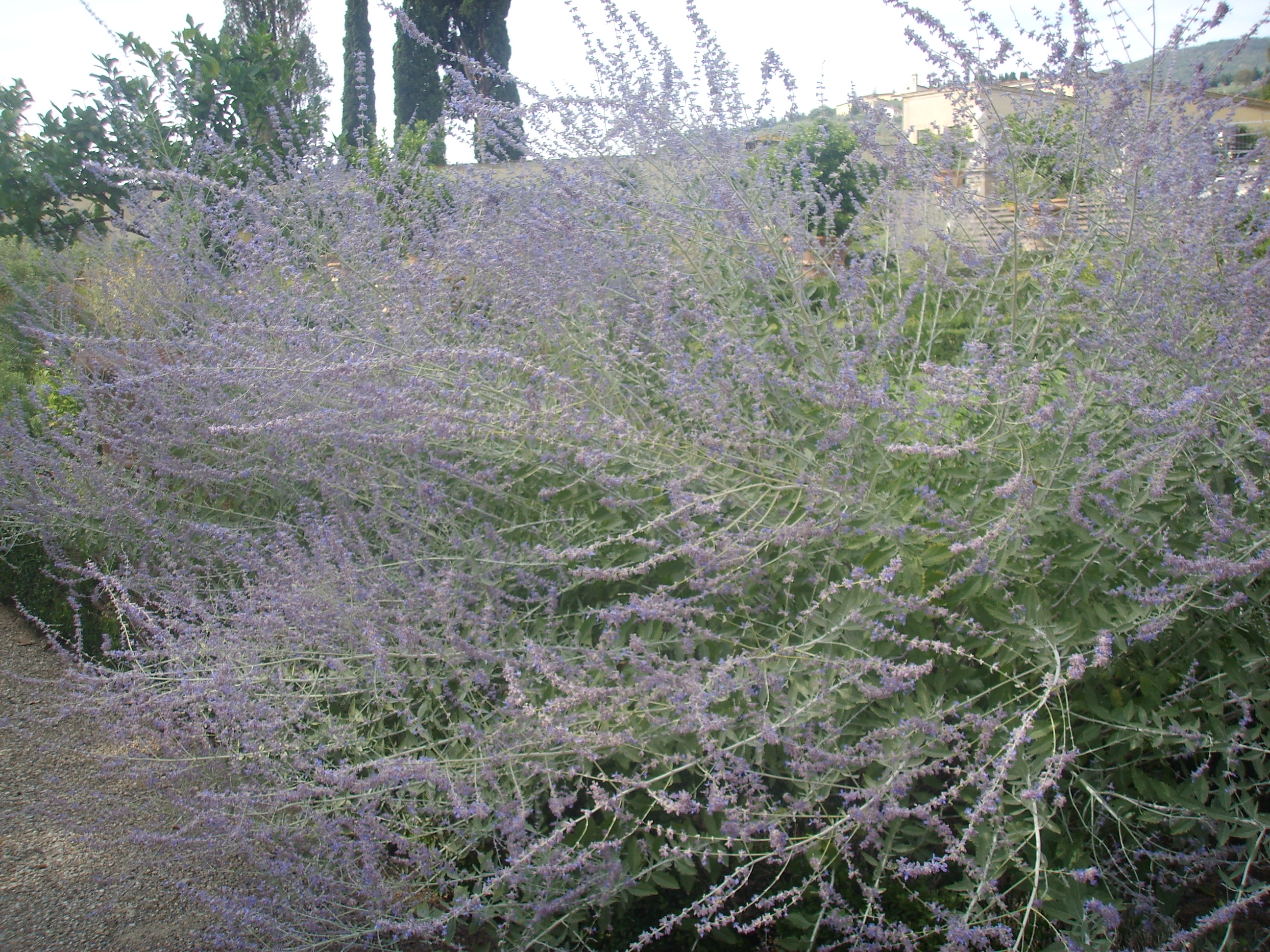
Лаванда колоскова (Lavandula spica)
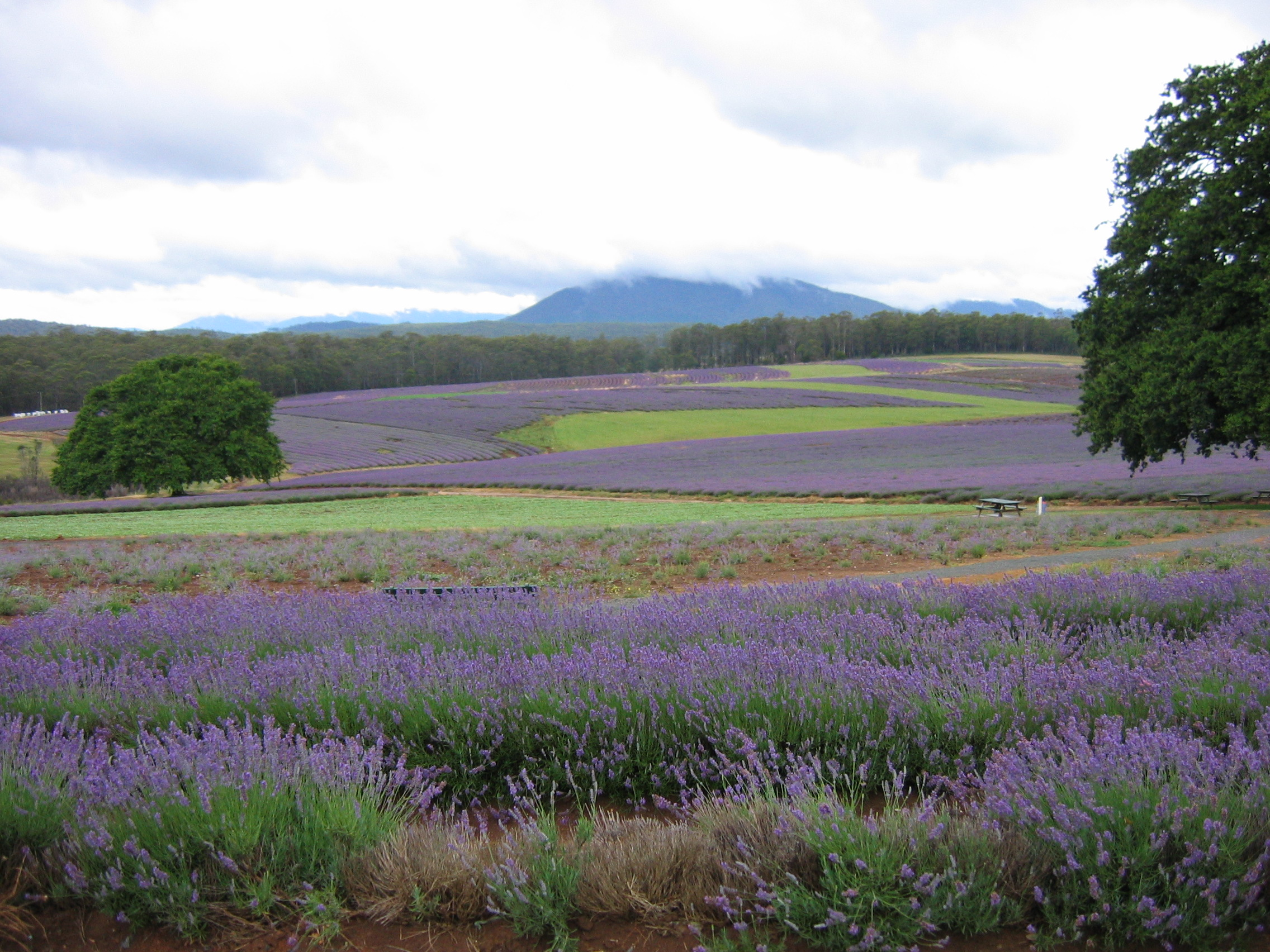
Лавандова плантація на острові Тасманія, Австралія
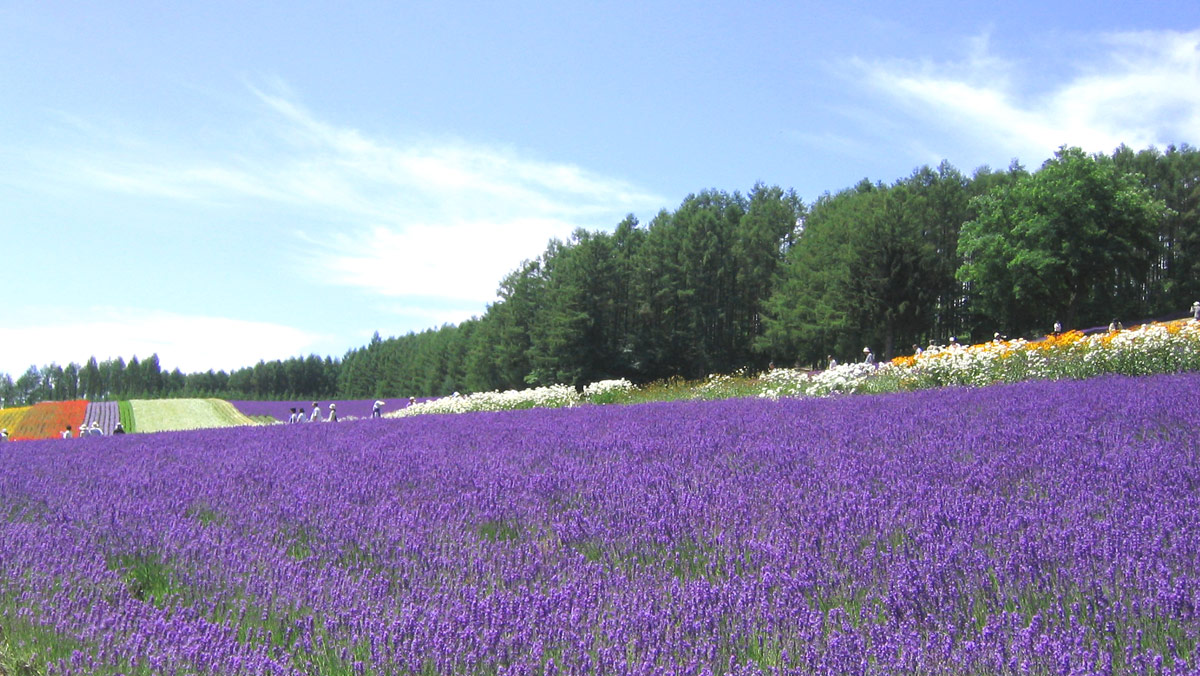
Лаванда на Хоккайдо
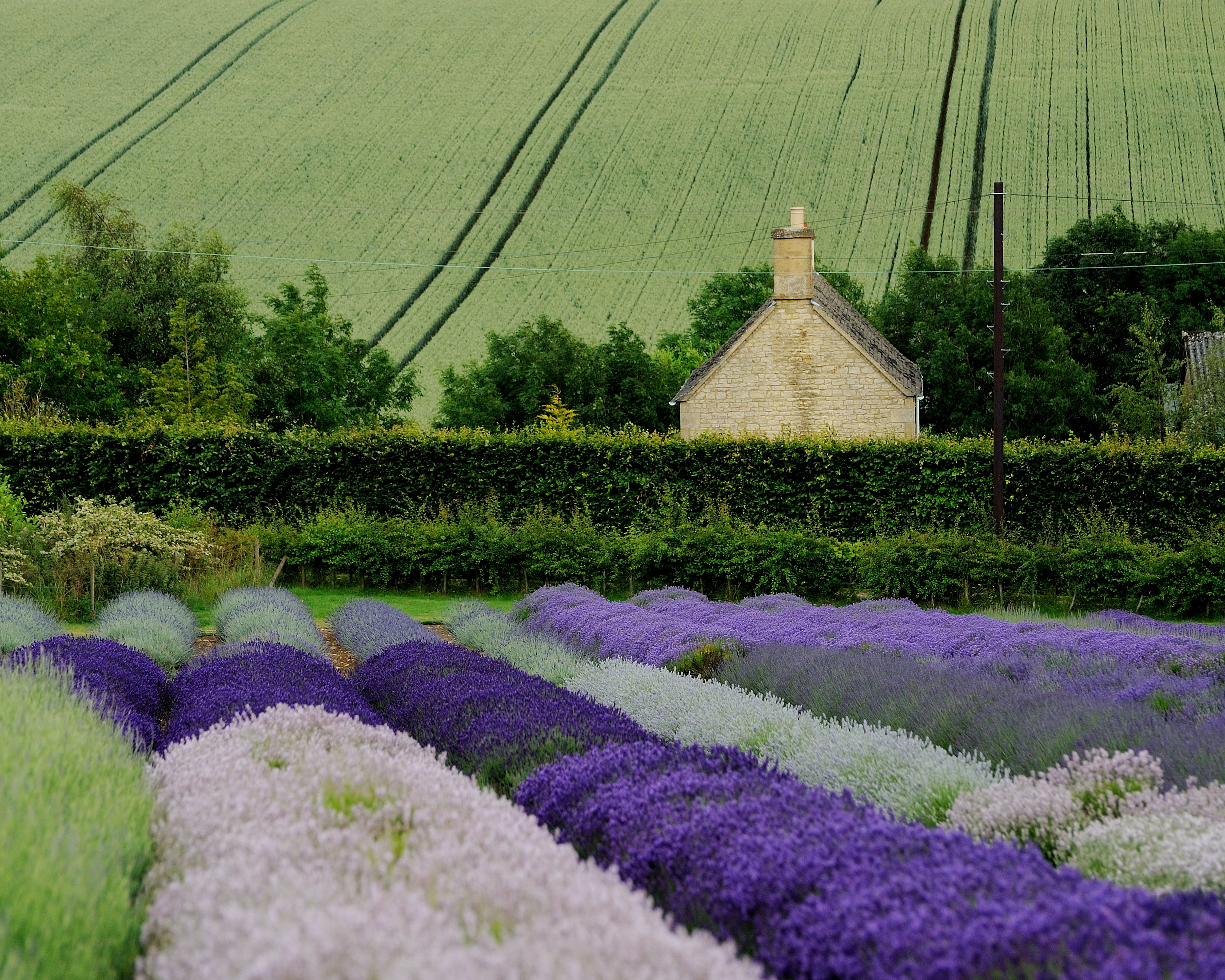
Різні сорти лаванди в Снозеллі[en], Котсволдз